# Orlik 2012

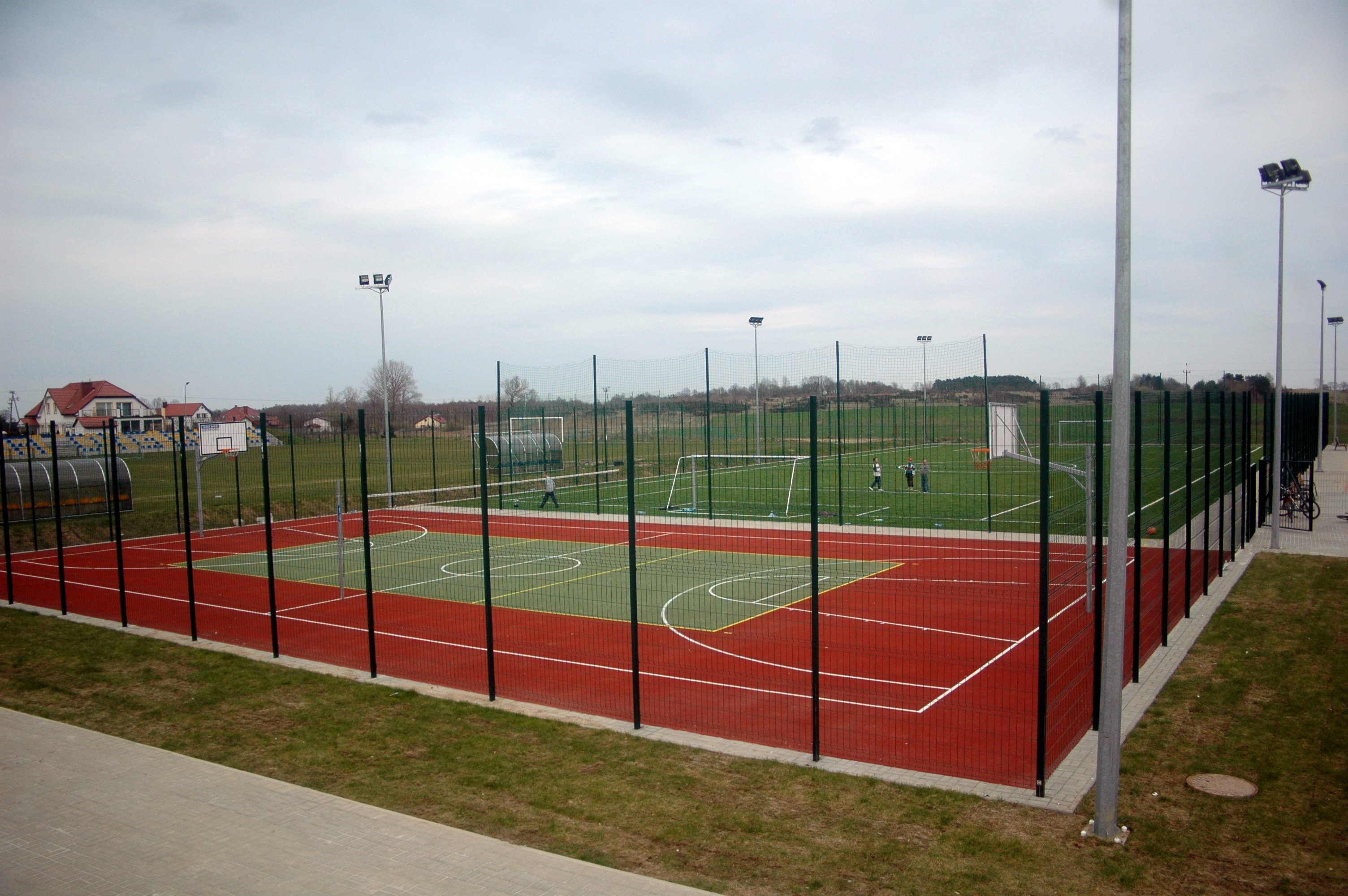
Boisko wielofunkcyjne „Orlik 2012” do gry w koszykówkę oraz siatkówkę w Dygowie.

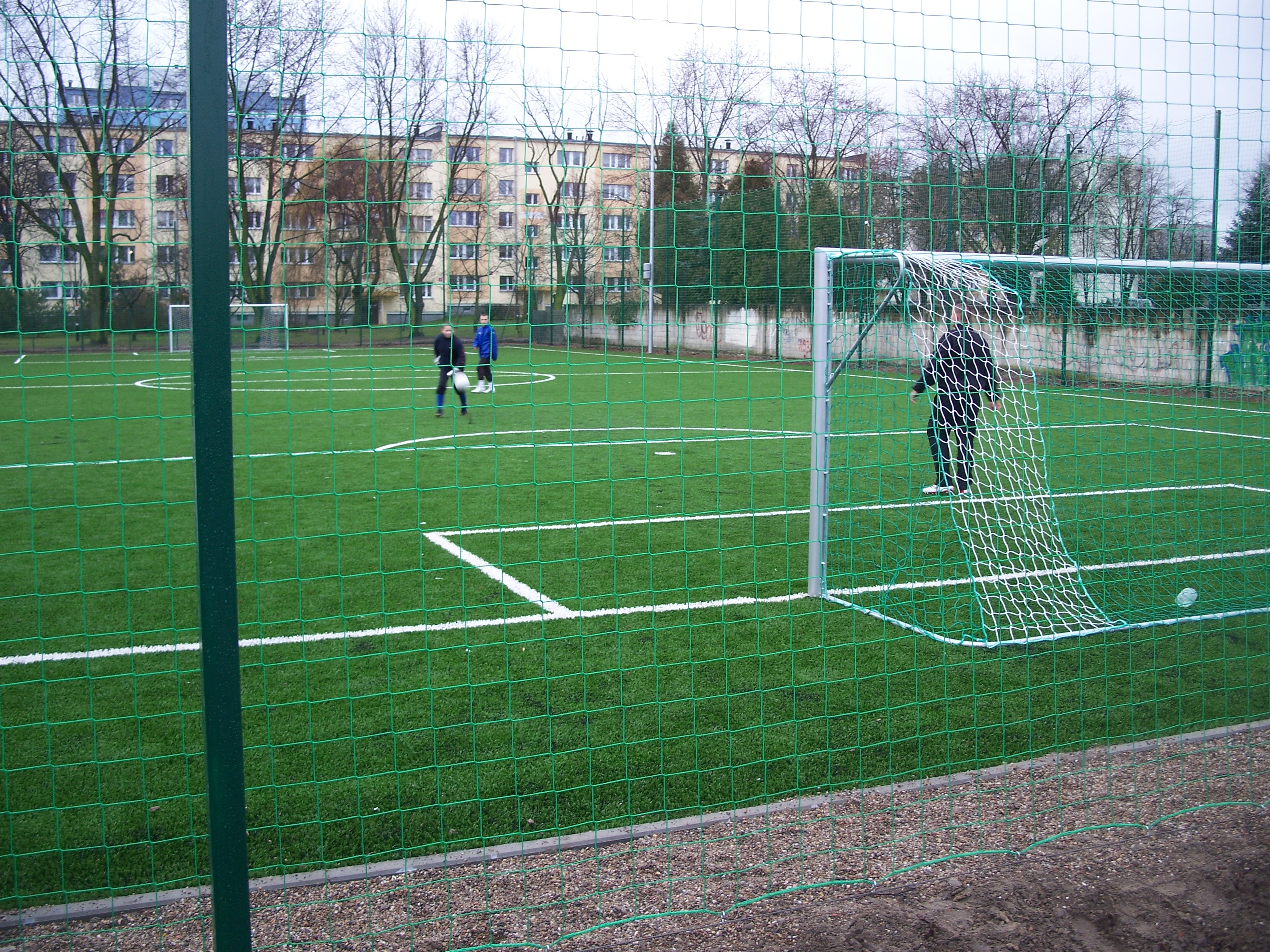
Boisko do gry w piłkę nożną „Orlik 2012”

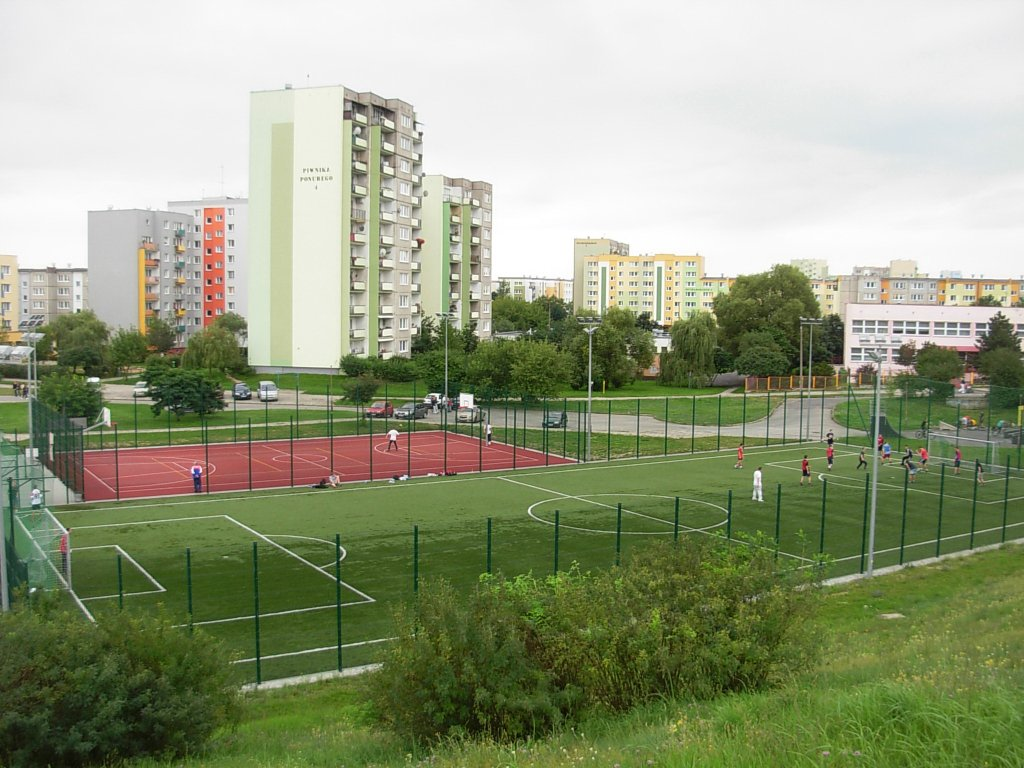
Boisko „Orlik 2012” w Bydgoszczy-Fordonie

Orlik 2012, Moje Boisko – Orlik 2012 – program rządowo-samorządowy, mający na celu wybudowanie boisk w każdej gminie do 2012 roku. Hasło przewodnie programu: Zdrowe i uśmiechnięte dzieci – Najważniejsze!!!

## Założenia

### Projekt
Na boisku piłkarskim o wymiarach 30 m × 62 m ze sztuczną nawierzchnią (sztuczna trawa) można grać w piłkę nożną. Na boisku wielofunkcyjnym o wymiarach 20 m × 30 m ze sztuczną nawierzchnią (tartan) można grać w piłkę ręczną, koszykówkę oraz siatkówkę.
Zaplecze stanowi budynek sanitarno-szatniowy o powierzchni ok. 60 m². Na terenie obiektu dopuszcza się również instalowanie placu zabaw oraz otwartej siłowni. Cały obiekt jest oświetlony i ogrodzony siatką o wysokości 4 m.
W każdym województwie planowano budować rocznie średnio około 20 obiektów. W skali kraju daje to 320 obiektów, co w ciągu pięciu lat (2008–2012) miało dać łącznie minimum 1600 obiektów.

### Finansowanie
Przybliżony koszt budowy jednego obiektu ma się zamknąć w kwocie ok. 1 mln zł netto. Finansowaniem obiektów zajmują się:
- Urząd Marszałkowski: 33,3% wartości kosztorysowej, nie więcej niż 333 tys. zł.
- Ministerstwo Sportu i Turystyki: 33,3% wartości kosztorysowej, nie więcej niż 333 tys. zł.
- Środki własne wnioskodawcy (miasta lub gminy): pozostała wartość inwestycji według faktycznie poniesionych kosztów.
- Pozostałe źródła finansowania:
  - Regionalne Programy Operacyjne,
  - Fundusz Rozwoju Wsi,
  - Wojewódzkie Fundusze Rozwoju Środowiska,
  - Programy Rozwoju Obszarów Wiejskich 2007-2013,
  - Narodowy Fundusz Ochrony Środowiska i Gospodarki Wodnej,
  - Ekofundusz,
  - Program Współpracy Transgranicznej.

## Realizacja
- 1 czerwca 2008 roku oddano do użytku pierwszego „Orlika”, w województwie podkarpackim, w miejscowości Izdebki[1].
- 16 listopada 2008 roku oddano 100. „Orlika”, miało to miejsce w Koszalinie.
- 10 grudnia 2008 roku oddano 200. „Orlika”, w Mikołajkach Pomorskich.
- 22 grudnia 2008 roku oddano 298, 299 i 300. „Orlika”, w Łodzi.
- 7 maja 2009 roku oddano 400. „Orlika”, miało to miejsce w miejscowości Wierzchlas.
- 30 maja 2009 roku oddano 500. „Orlika”, w Zduńskiej Woli[2]
- 18 września 2009 roku w Działdowie oddano 600. „Orlika”[2].
- 22 października 2009 roku w Wołowie oddano 700. „Orlika”[2].
- 22 listopada 2009 roku Minister Sportu i Turystyki Adam Giersz otworzył w miejscowości Koczała w województwie pomorskim 800. „Orlika”[2].
- 21 grudnia 2009 roku oddano 1000. „Orlika”, znajduje się on w Kwidzynie, w województwie pomorskim.
- 21 września 2010 roku oddano 1300., 1301. i 1302. „Orlika”, w Toruniu.
- 9 listopada 2010 roku oddano 1400. „Orlika”, w Mieleszynie.
- 19 listopada 2010 roku oddano 1500. „Orlika”, miało to miejsce w Skarżysku-Kamiennej.

## Podsumowanie programu
W grudniu 2012 program został zakończony. Przez pięć lat powstało około 2600, przy początkowym założeniu 2012 obiektów. W latach 2008–2012 przeznaczono z budżetu państwa na ten cel blisko miliard złotych. W ciągu pięciu lat z oferty skorzystało łącznie 1668 gmin. Najlepiej pod tym względem wypadło województwo zachodniopomorskie, gdzie powstało 175 obiektów. Bez Orlików pozostało 811 gmin w całym kraju, co stanowi ⅓ gmin.

## Inne
- Co roku organizowane były turnieje orlika w piłce nożnej o puchar premiera Donalda Tuska.
- Rokrocznie organizowany jest także społeczny projekt Orlik Polska w kategoriach wiekowych +16 oraz +35[4][5].